# Район імені Абдурахмоні Джомі
Абдурахмо́на Джомі район (тадж. ноҳияи А.Ҷомӣ) — адміністративна одиниця другого порядку у складі Хатлонської області Таджикистану. Центр — селище Абдурахмона Джомі, розташоване за 13 км від Курган-Тюбе.

## Географія
Район розташований у долині річки Вахш. На заході межує з Хуросонським, на півночі Яванським, на півдні — з Бохтарським, на сході — з Дангаринським та Сарбандським районами Хатлонської області.

## Населення
Населення — 144700 осіб (2013; 140900 в 2012, 136800 в 2011, 132300 в 2010, 128700 в 2009, 125200 в 2008, 122700 в 2007).

## Адміністративний поділ
Адміністративно район поділяється на 7 джамоатів (раніше їх було 6), до складу яких входить 1 селище та 77 сільських населених пунктів:
| Джамоати                      | Площа, км² | Населення, осіб | Населені пункти |
| ----------------------------- | ---------- | --------------- | --------------- |
| Іттіфацький джамоат           | -          | 14246           | -               |
| Іфтіхорський джамоат          |            |                 |                 |
| ім. Кадріддіна Гійосова       | -          | 16956           | -               |
| Калінінський джамоат          | -          | 13847           | -               |
| Октябрський джамоат           | -          | 12142           | -               |
| 50 років Таджикистана джамоат | -          | 22365           | -               |
| Яккатутський джамоат          | -          | 17126           | -               |

## Історія
Район утворений 1930 року як Аральський район у складі Таджицької РСР, 1935 року перейменований на Куйбишевський район. У 1990-ті перейменований на Ходжамастонський район, а 2004 року — отримав сучасну назву. Названий на честь поета Джамі.